# 新宿KOMA劇場
新宿KOMA劇場（日语：新宿コマ劇場）是一間於1956年12月在日本東京都新宿区歌舞伎町一丁目開幕，由阪急阪神東寶集團旗下公司「Koma Stadium」（コマ・スタジアム）經營，座席數2092席的劇場，簡稱。名稱中的「KOMA」在日文為陀螺之意，其識別標誌也以陀螺為概念設計。劇場模仿希臘時代的劇場式様，採用圓形舞台。同心圓狀配三重環廻的舞台，可以作回轉與上下運動以造出多種多様的舞台効果。開幕以來經過了多次改良、改修。開幕時名為「新宿Koma・Stadium（新宿コマ・スタジアム）」。與大阪梅田的「梅田Koma・Stadium（梅田コマ・スタジアム）」是姊妹劇場。
此劇場有『演歌的殿堂』之稱，表演項目有北島三郎、小林幸子、冰川清志等演歌歌手的特別公演，松平健特別公演，各種歌劇公演，毎年大晦日有東京電視台的。外國音樂劇如『How to Succeed in Business Without Really Trying』『南太平洋』『彼得潘』等作品亦是在新宿KOMA劇場作日本初演。
近年由於來客數減少，於2008年5月決定閉館，同年12月31日舉辦第41屆節目後正式走入歷史，劇場建物被拆除，與周邊土地一同進行再開發，改建為「新宿東寶大廈」，於2015年4月17日完工啟用。

## 關連項目
- 梅田藝術劇場 - 大阪・梅田的阪急阪神東寶集團的劇場。又名「劇場飛天」・「梅田KOMA劇場」。

## 外部連結
- 新宿コマ劇場